# Вулканы Руанды
Список действующих и потухших вулканов Руанды.
| Название  | Высота | Координаты                     | Последнее извержение |
| --------- | ------ | ------------------------------ | -------------------- |
| Карисимби | 4507 м | 1°30′ ю. ш. 29°27′ в. д.       | Голоцен              |
| Мухавура  | 4127 м | 1°23′ ю. ш. 29°40′ в. д.       | Голоцен              |
| Бисоке    | 3711 м | 1°28′12″ ю. ш. 29°29′31″ в. д. | 1957 год             |